# Vedeseta
Vedeseta är en ort och kommun i provinsen Bergamo i regionen Lombardiet i Italien. Kommunen hade 207 invånare (2018).